# Völuspá

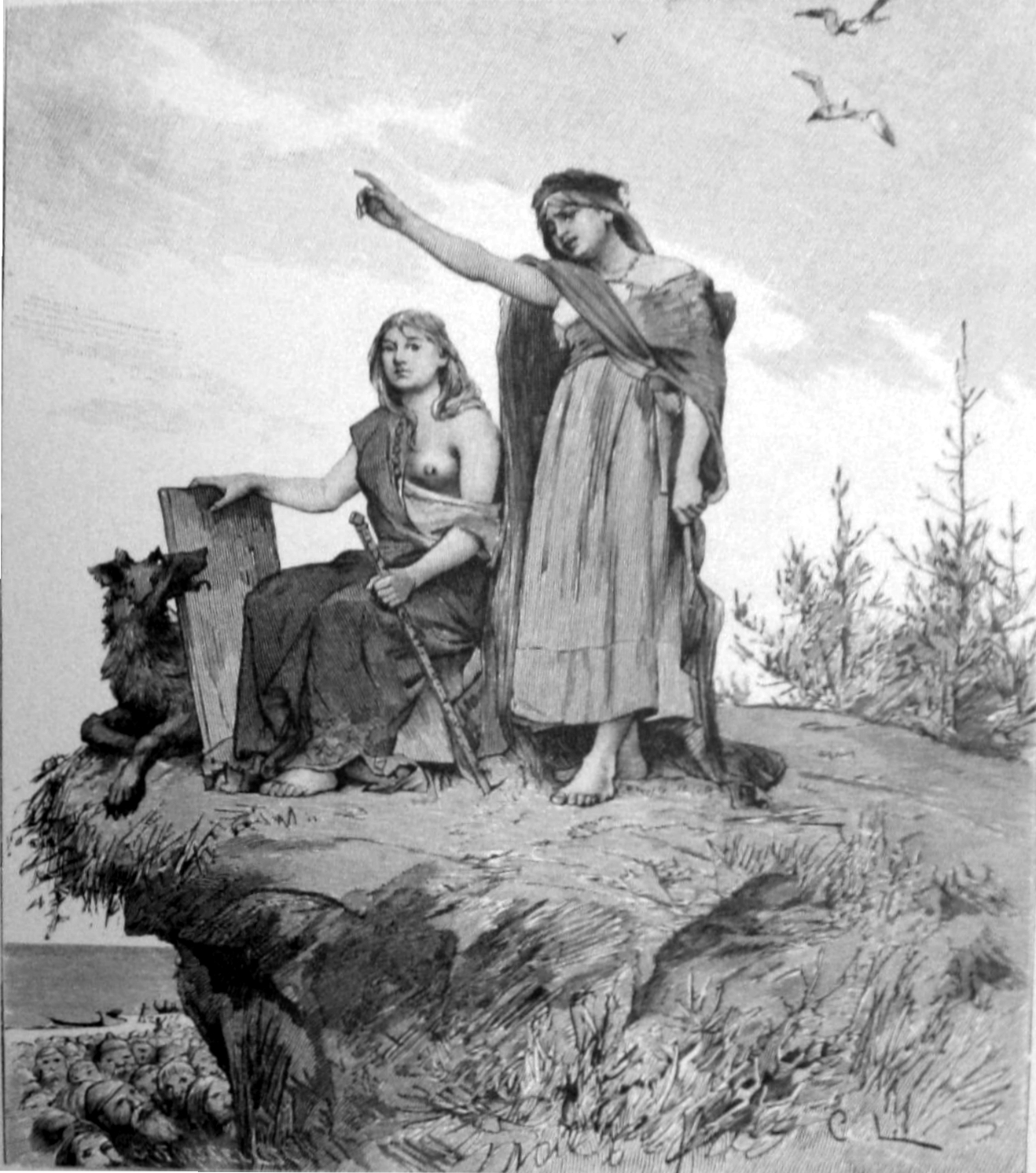
Twee Völva's (Gróa en Heiðr) en een hond boven een massa en vogels in de lucht
Carl Larsson, 1893

Völuspá (Oudnoors vɔluˌspa, Modern IJslands vœlʏˌspau, letterlijk: profetie (spá) van de Völva)
is een van de gedichten uit de Poëtische Edda, en vertelt over de begintijd van de wereld en over Ragnarök. Het wordt verteld door de Völva, een zieneres, die in trance lijkt te zijn geraakt.
Völuspá is het eerste en meest bekende gedicht uit de Edda en bestaat uit ca. 60 stanzas. Völuspá staat vermeld in;
- de Codex Regius (Edda) (ca. 1270 met 62 strofen)
- het manuscript van Hauksbók (ca. 1334 met 59 strofen).

De volgorde en inhoud van de stanza's verschilt per bron en vertalers hebben de volgorde van de stanza's soms aangepast. Er wordt gebruikgemaakt van een refrein.
Snorri Sturluson heeft in zijn Proza-Edda (ca. 1220) gedeeltes uit de Poëtische Edda geciteerd, onder andere uit Völuspá.

## De profetie
De Völva richt zich tot Odin die zich door haar laat informeren over hoe het met zijn schepping zal verlopen, terwijl de andere goden meeluisteren. In vervoering gaat ze terug tot in een ver verleden, tot voor de oorsprong der dingen (Ginnungagap).
Völuspá beschrijft:
- de ordening van het heelal (strofen 4-5),
- het verlies van de onschuld met de komst van de Nornen (strofe 8),
- de schepping van de Dwergen (strofen 9-17)
- en de mensen (Ask en Embla) (strofe 17-18),
- over de godin Goudroes (Gullveig) die de mensen het volmaakte inerte metaal bracht, maar mishandeld werd door de Asen (strofe 21),
- de dodelijke nachtmerrie van Baldr die zich voltrekt (strofen 32-33),
- de val van de god Loki (strofe 34)
- en de dreigende ondergang van de hele wereld (Ragnarök) (strofen 35-43).
- ten slotte de ondergang van de goden zelf in een strijd tegen de oeroude Reuzen (Jötun), Fenrir en de Midgaardslang. De zon dooft uit en wordt duister als het laatste vuur de aarde verteert.
- maar een nieuwe frisgroene wereld verrijst gelouterd opnieuw op uit de eindeloze oerzee (strofe 59).

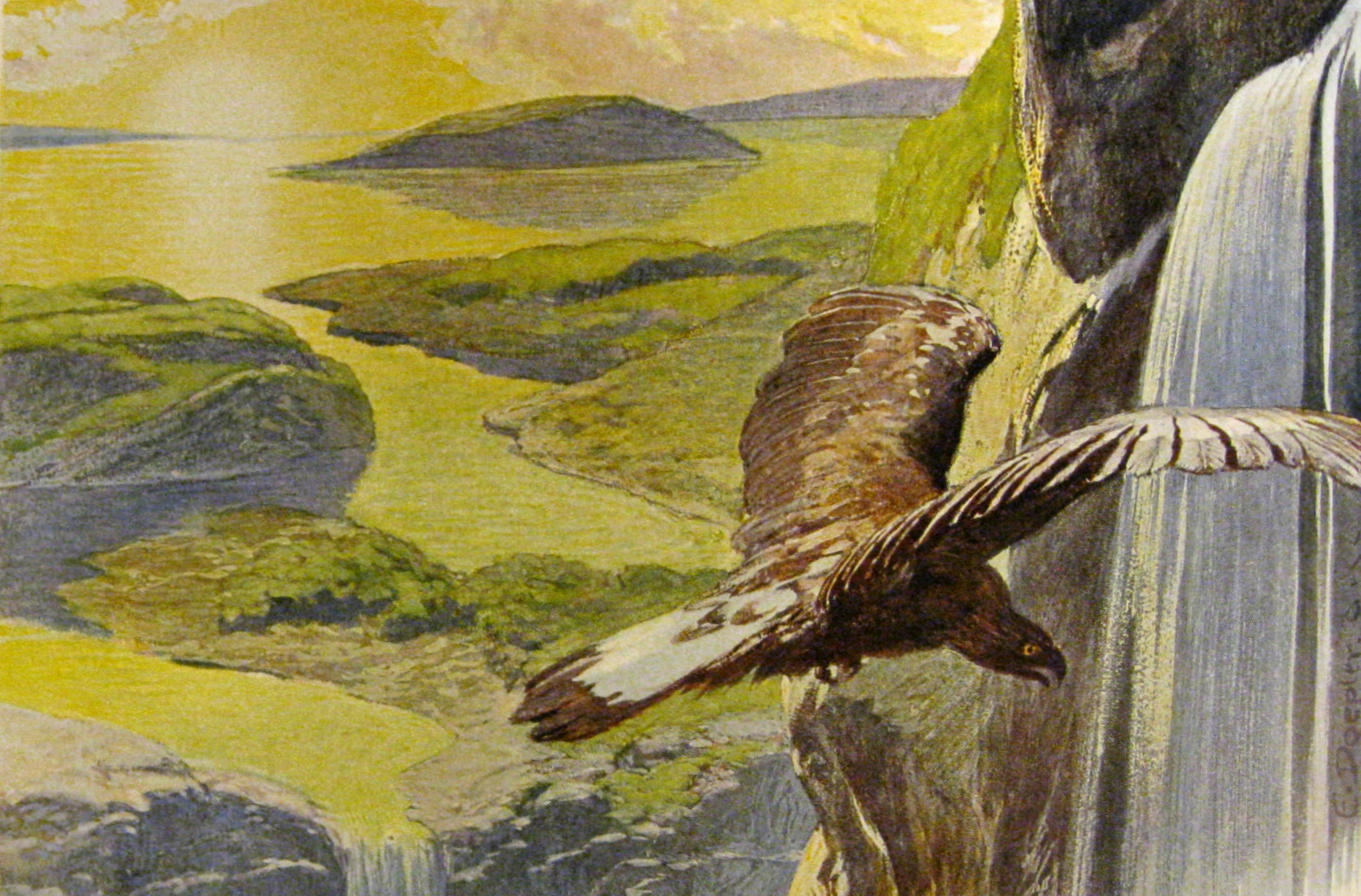
Na Ragnarök, Emil Doepler, 1905

Ik zie de aarde voor de tweede maal
Groenverfrist oprijzen uit de zee;
Watervallen klateren, erboven de adelaar,
Langs de bergwanden jaagt hij op vis.
Dit laatste beeld is een teken van vrede en harmonie. De adelaar is in vredestijd verplicht op vis te jagen, want er liggen geen vers gesneuvelden meer op slagvelden voor het rapen... 

Zo heeft ieder beeld als kenning een geheel eigen betekenis in de Edda.